# TSV Marktl
Der TSV Marktl ist ein Sportverein aus dem oberbayerischen Markt Marktl (Landkreis Altötting). Neben der mitgliederstärksten und erfolgreichen Abteilung für Fußball werden in dem Verein die Sportarten Tennis, Kegeln und Leichtathletik angeboten. Außerdem führt er eine Abteilung für Ski- und Bergfreunde und bietet ein umfassendes Programm an Fitnesskursen für diverse Altersgruppen.

## Geschichte
Der Verein wurde 1923 als Turnverein gegründet. 1968 stieg der Verein erstmals in die oberbayerische Bezirksliga auf, in der er – lediglich unterbrochen von drei Aufstiegen – 30 Jahre lang kontinuierlich spielte.
Seine sportlich erfolgreichste Zeit erlebte der Verein Anfang der 1980er Jahre. 1981 gelang die Qualifikation für die 1. Hauptrunde um den DFB-Pokal. Dort unterlag man dem damaligen Zweitligisten SC Freiburg mit 0:4. Im Jahr darauf folgte der Aufstieg in die Landesliga. Dort waren die sportlichen Leistungen allerdings nicht ausreichend und der Verein stieg gleich im ersten Jahr wieder ab. Schon 1984 gelang der sofortige Wiederaufstieg, aber auch im zweiten Jahr in der Landesliga landete der TSV Marktl in der Abschlusstabelle auf einem Abstiegsplatz.
Mit dem Aufstieg in die Bezirksoberliga Bayern im Jahr 1999 schien der Verein an diese Zeit anknüpfen zu können. Nach einer erfolgreichen Saison in der obersten oberbayerischen Liga führten vereinsinterne Querelen bis 2009 zum Abstieg in die A-Klasse. Nach der Saison 2011/12 konnte der TSV Marktl dann in die Kreisklasse aufsteigen. Allerdings war dies nur von kurzer Dauer. Der Verein musste in der ersten, einer extrem durchwachsenen und unglücklichen Saison, gleich wieder den Abstieg in die A-Klasse antreten. Aktuell spielt das Fußballteam des TSV in einer Spielgemeinschaft mit dem TSV Stammham zusammen in der A-Klasse Inn/Salzach als SG Marktl / Stammham.

## Erfolge
- DFB-Pokal Hauptrundenteilnehmer 1981/82
- Aufsteiger in die Landesliga Süd (4. Liga): 1982, 1984
- Oberbayerischer  DFB-Pokalsieger 1981
- Oberbayerischer Bezirksliga Meister 1982, 1984
- Meister Oberbayerische Bezirksliga Ost 1982, 1984
- Aufsteiger in die Bezirksoberliga Oberbayern 1999